# Anasaitis morgani
Anasaitis morgani là một loài nhện trong họ Salticidae.
Loài này thuộc chi Anasaitis. Anasaitis morgani được Elizabeth Maria Gifford Peckham & George William Peckham miêu tả năm 1901.